# 亞洲素食展
亞洲素食展（Vegetarian Food Asia）是香港其中一個主要的素食、純素及綠色生活的公眾展覽會。。埸內提供多元化的素食產品，如植物肉食材、無麩質食物、養生茶包、醬料、零食、有機蔬菜及純素產品。承接2021年展會的成功，錄得破紀錄40,000人次參觀，今屆展會將為全港素食人士提供更豐富的體驗，及打造綠色健康氛圍。2022年素食展將於2022年6月10至12日在香港會議展覽中心舉行。

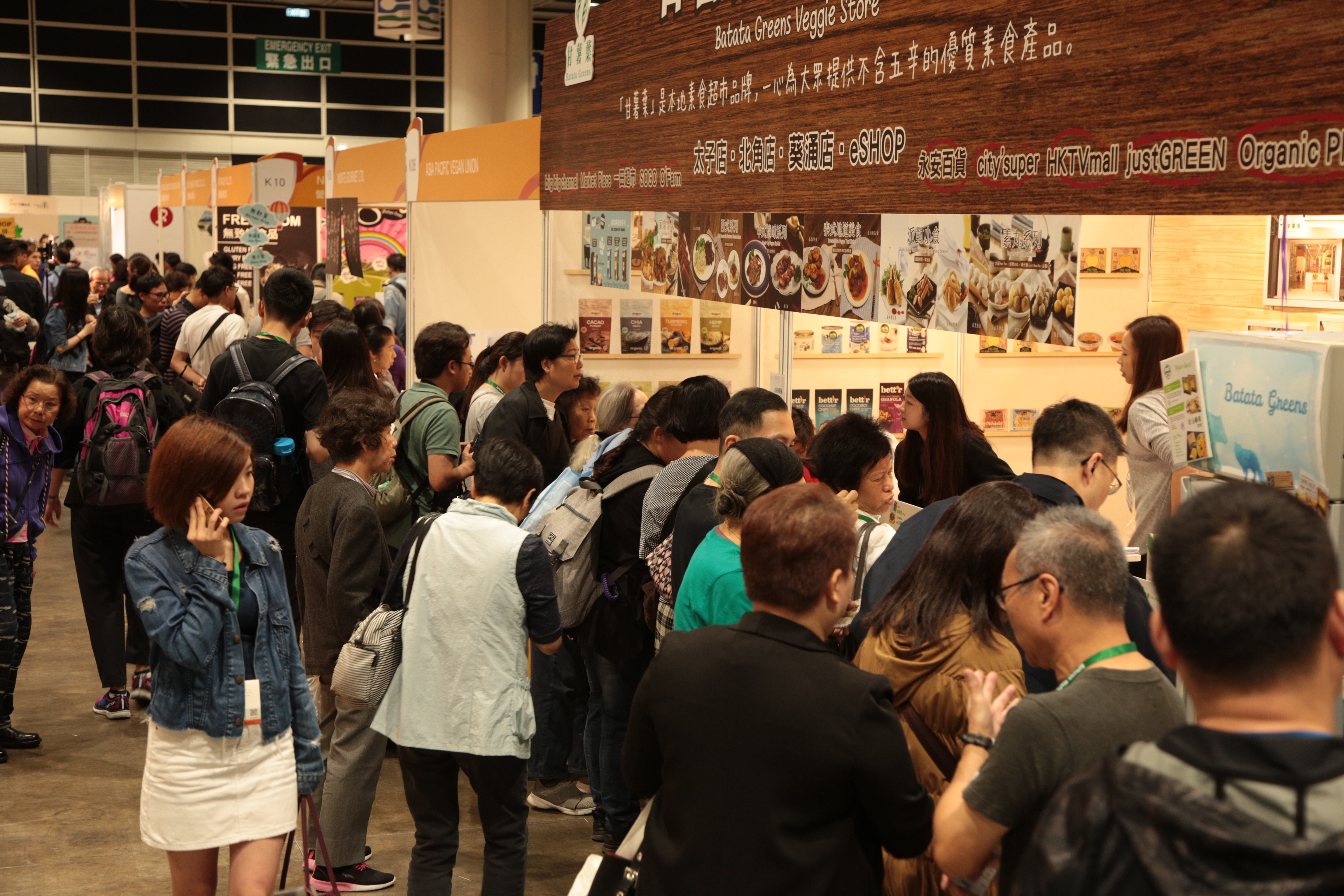
2021年亞洲素食展錄得超過40,000入場人次

## 展會內容

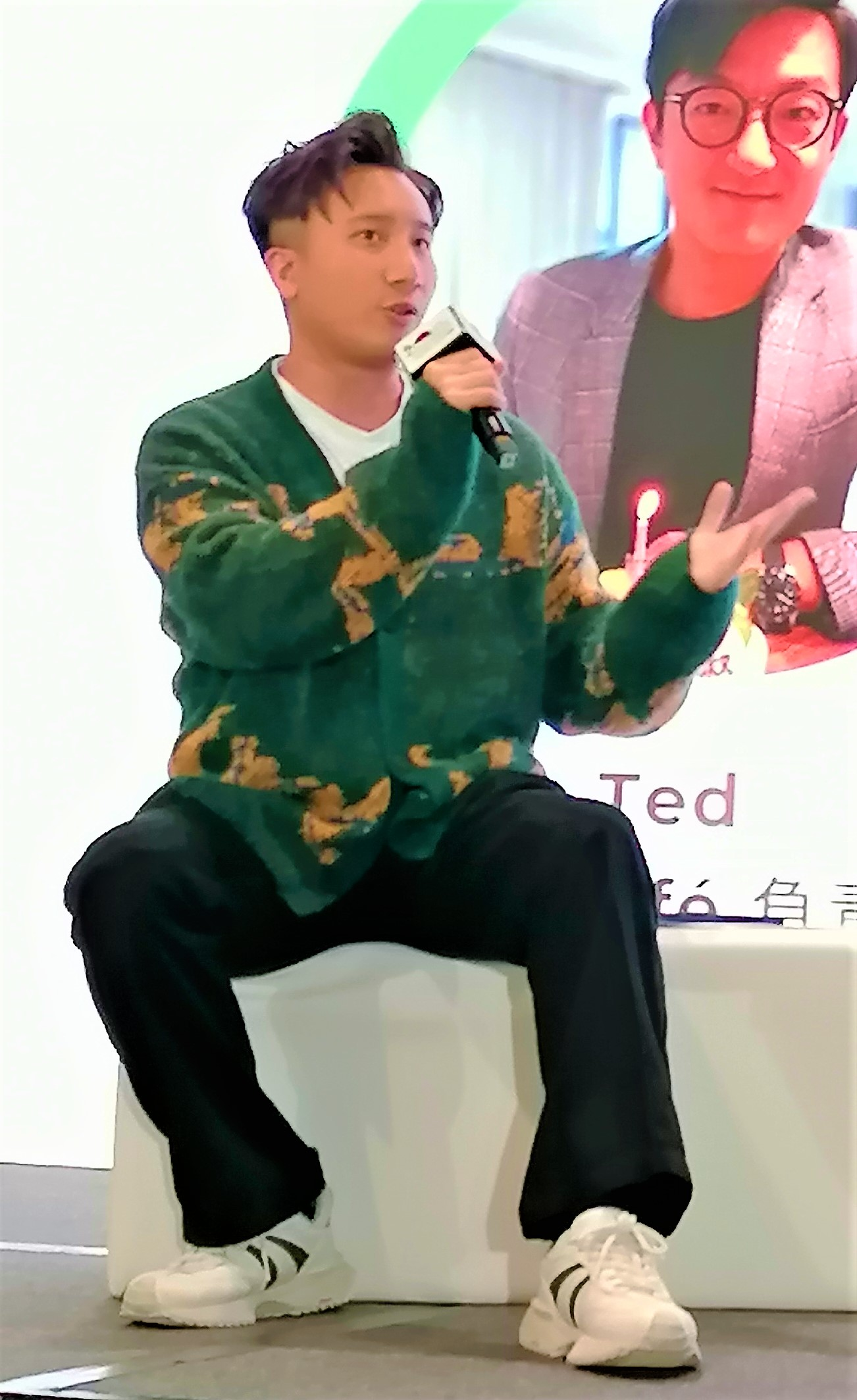
素食廚師陳浩然於展覽中主持講座（2024年3月）

亞洲素食展自2015年起開始舉辦，連同同場的樂活博覽，共展出近4,000種各地的素食、純素、天然、有機，及綠色生活產品。展會為公眾人士帶來各式各樣產品的同時，亦會舉辦一系列活動，包括「素食廚房」由大廚及名人在現場表演素食烹飪，以及邀請健康專家及素食達人作分享，推廣綠色生活。

## 2021年
2021年展會於6月10至13日在灣仔香港會議展覽中心舉行。展期首次增至4天，連同同場的樂活博覽，全場展位增加4成至近300個，雲集超過600個素食、綠色生活、天然及有機的品牌，現場活動大增至逾100個。另外，展會與多家素食餐廳合作，於展會期間提供餐廳折扣。

## 2020年
2020年展會於10月23至25日於香港會議展覽中心舉行，是次展會展示超過4,000種產品，包括健康食品及營養補充品、果仁及乾果、蔬果、純素個人護理品等，更帶來最新的素食及綠色生活產品。新產品包括來自世界各地。現場舉行多場工作坊、「綠色生活專區」分享，以及與素食餐廳推出期間限定折扣優惠等。現場不少素食貨品，如養生素湯、新豬肉、健康意大利飯及植物奶等，都推出優惠價吸客。

## 2019年
因應市場需求上升，亞洲素食展於2019年推出公眾區，令現場人流大幅增加。數以百計的本地及海外知名品牌參與其中，帶來大量展品。

## 外部連結
- 亞洲素食展官方網頁 （页面存档备份，存于）
- 亞洲素食展官方Facebook （页面存档备份，存于）